# 酒匂雄二
酒匂 雄二（さこう ゆうじ、1977年2月19日 - ）は、日本のSEOコンサルタント、ECコンサルタント、マーケティングコンサルタント。愛称・ニックネームは「さこっち」。
大阪府生まれ。大阪府立吹田東高等学校卒業。株式会社ユウキノイン代表取締役。
ECサイトのカートサービス「カラーミーショップ」の講座「カラーミーカレッジ」や、Googleのデジタルスキルトレーニングプロジェクト「Grow with Google」の講師のほか、EC、WEB、SNS活用セミナーなど講師として登壇も行う。
中小企業やECサイトを中心に、コンテンツマーケティングやSEOのコンサルティング、クラウドファンディングのコンサルティングを行う株式会社ユウキノインの代表を務める。
テレビ、ラジオなどメディアへの出演の他、WEBメディアのコラム執筆も手掛ける。各地の商工会議所・商工会の登録専門家として、経営相談にも従事している。
桓武平氏・良茂流酒匂氏の末裔。NHKアナウンサー・酒匂飛翔、元為替トレーダーで酒匂・エフエックス・アドバイザリー有限会社代表の酒匂隆雄との縁戚関係はない。

## 経歴
吹田市で幼少期を過ごし、専門学校でゲームクリエイター専攻、ネット通販会社、ゲーム会社を経て紳士アパレルSPA入社。ECの店長・生産管理・実店舗・卸売を統括。
2017年4月、在籍していたアパレルメーカーの自社ECサイトで、一般社団法人イーコマース事業協会(ebs)主催の第9回ネットショップグランプリ準グランプリ受賞。
2020年1月、WEBサイト、ネットショップのコンサルティングを手がける株式会社ユウキノインを創業。
2020年7月、公益財団法人大阪産業局・大阪産業創造館「クラウドファンディングサポートプログラム」総合プロデューサー就任。
2022年3月、NIRGILISとマーケティングパートナーシップを締結(株式会社ユウキノインとして)。

## 役職
公益財団法人大阪産業局・大阪産業創造館「クラウドファンディングサポートプログラム」総合プロデューサー
株式会社ヤッホーブルーイング・エア社員3号
株式会社ダブルノット取締役CKO

## 人物
幼少期から声優・山寺宏一の大ファンであり、本人と対面を果たした日のことをWEBコラム「拝啓　 山寺宏一様 30年かけて届けた手紙」に綴っている。
山寺が所属しているアクロスエンタテインメントの後輩である帆世雄一、仲村宗悟と親交があることについても先述のコラムで言及している。アクロスエンタテインメントYouTubeチャンネルで、金田朋子をゲストに迎えた回のエンディングにスペシャルサンクスでクレジットされている。
NIRGILISの公式Twitterにて、sakura(cherryblossom)2022verの制作のきっかけとなった人物として言及されている。

高校の先輩にウルフルズのウルフルケイスケ、俳優の筒井巧、後輩にサッカー選手の安田理大や8.6秒バズーカーの田中シングルなどがおり、宝塚歌劇団の花組組長・美風舞良とは在学期間が重なっている。

## 出演

### テレビ
- 2015年2月5日　J:COMチャンネル「関西TODAY」

- 2015年4月11日　毎日放送「せやねん！」
- 2015年6月8日　eo光チャンネル「谷口キヨコの旬なトレンドKANSAI＋」
- 2016年1月15日　NHK関西「ニュースほっと関西」
- 2016年6月21日　朝日放送「キャスト」
- 2017年6月8日　フジテレビ「ホウドウキョク」
- 2017年8月27日　読売テレビ「かんさい情報ネット ten.」
- 2021年11月29日　テレビ和歌山「6wakaイブニング」[21]
- 2022年9月2日　奈良テレビ放送「ならフライデー9」
- 2023年2月24日　奈良テレビ放送「ならフライデー9」

### ラジオ
- 2016年5月30日　ABCラジオ「ドッキリ！ハッキリ！三代澤康司です」
- 2019年4月6日　MBCラジオ「探検！かごしまじかん」[22]
- 2021年12月7日　FM鳥取「TOTTORI Free Style Radio」
- 2022年3月8日　「Nirgilisのニルダラｰ第6回-」[20]

## 掲載
- 2014年12月28日　大阪日日新聞
- 2015年9月25日　産経新聞関西版
- 2016年10月13日　南日本新聞
- 2017年1月7日　南日本新聞「ようこそ」
- 2017年7月2日　毎日新聞[23]
- 2017年9月21日　日本ネット経済新聞[24]
- 2017年10月22日　日本経済新聞
- 2017年12月7日　EC業界大図鑑2018年度版[25]
- 2019年10月26日　紀伊民報
- 2020年2月15日　旬刊政経レポート1416号
- 2021年5月　月刊商工会2021年6月号[26]
- 2024年7月1日　とよなか企業探訪[27]
- 2024年10月2月　Bplatz2024年10月号[28]

## 連載
- ECのミカタ「コンバージョン率＋0.1％を目指して～普通オブ普通の僕でも「できたコト」～」全17回[7]
- 弥報ONLINE「クラウドファンディングを成功に導くためのポイント」全3回[8]
- よむよむカラーミー「さこっち先生のネットショップ診断」全5回[9]
- ネットショップ担当者フォーラム「酒匂氏が語る「コンテンツSEO」の極意」[29]